# Augea
Augea település Franciaországban, Jura megyében. Lakosainak száma 279 fő (2022. január 1.). Augea Flacey-en-Bresse, Cuisia, Maynal és Le Miroir községekkel határos.

## Népesség
A település népességének változása:
| Lakosok száma | 295  | 243  | 285  | 279  | 299  | 288  | 277  | 269  | 266  | 279  |
|               | 1968 | 1982 | 1990 | 2006 | 2013 | 2015 | 2017 | 2019 | 2020 | 2022 |